# К'юпідс
К'юпідс (англ. Cupids) — містечко в Канаді, у провінції Ньюфаундленд і Лабрадор.

## Населення
За даними перепису 2016 року, містечко нараховувало 743 особи, показавши скорочення на 2,4%, порівняно з 2011-м роком. Середня густина населення становила 67,4 осіб/км².
З офіційних мов обидвома одночасно володіли 25 жителів, тільки англійською — 715. Усього 5 осіб вважали рідною мовою не одну з офіційних.
Працездатне населення становило 50% усього населення, рівень безробіття — 16,1% (18,2% серед чоловіків та 10,3% серед жінок). 91,9% осіб були найманими працівниками, а 4,8% — самозайнятими.
Середній дохід на особу становив $39 786 (медіана $28 053), при цьому для чоловіків — $51 471, а для жінок $28 553 (медіани — $39 296 та $22 464 відповідно).
17,7% мешканців мали закінчену шкільну освіту, не мали закінченої шкільної освіти — 20,2%, 62,9% мали післяшкільну освіту, з яких 21,8% мали диплом бакалавра, або вищий, 10 осіб мали вчений ступінь.
| Статево-вікова структура населення | Статево-вікова структура населення | Статево-вікова структура населення | Статево-вікова структура населення | Статево-вікова структура населення |
| ---------------------------------- | ---------------------------------- | ---------------------------------- | ---------------------------------- | ---------------------------------- |
|                                    |                                    |                                    |                                    |                                    |
| Всього                             | Всього                             | 48,6%51,4%                         |                                    |                                    |
| 0 — 14 років                       | 0 — 14 років                       |                                    | 12,2%                              | 12,2%                              |
| 15 — 64 років                      | 15 — 64 років                      |                                    | 65,3%                              | 65,3%                              |
| 65 і більше                        | 65 і більше                        |                                    | 22,4%                              | 22,4%                              |
| 85 і більше                        | 85 і більше                        |                                    | 1,4%                               | 1,4%                               |
| Середній вік (років)               | Середній вік (років)               | 44,847,2                           | 46,0                               | 46,0                               |
| Медіана (років)                    | Медіана (років)                    | 48,451,5                           | 49,7                               | 49,7                               |
| — чоловіки — жінки                 |                                    |                                    |                                    |                                    |

| Походження мешканців:     | Походження мешканців:     | Походження мешканців: | Походження мешканців: | Походження мешканців: |
| ------------------------- | ------------------------- | --------------------- | --------------------- | --------------------- |
| Походження                |                           |                       | осіб                  | %                     |
| Корінні американці        | Корінні американці        |                       | 30                    | 4.14%                 |
| Інше північноамериканське | Інше північноамериканське |                       | 455                   | 62.76%                |
| Європейське               | Європейське               |                       | 335                   | 46.21%                |
| британське                | британське                |                       | 320                   | 44.14%                |
| Латинськоамериканське     | Латинськоамериканське     |                       | 15                    | 2.07%                 |

| Зайнятість населення за галузями (за класифікацією NOC): | Зайнятість населення за галузями (за класифікацією NOC): | Зайнятість населення за галузями (за класифікацією NOC): | Зайнятість населення за галузями (за класифікацією NOC): | Зайнятість населення за галузями (за класифікацією NOC): |
| -------------------------------------------------------- | -------------------------------------------------------- | -------------------------------------------------------- | -------------------------------------------------------- | -------------------------------------------------------- |
|                                                          |                                                          |                                                          |                                                          |                                                          |
| Управління                                               | Управління                                               |                                                          | 6,7%                                                     | 6,7%                                                     |
| Бізнес, фінанси та адміністрування                       | Бізнес, фінанси та адміністрування                       |                                                          | 10%                                                      | 10%                                                      |
| Природничі та прикладні науки                            | Природничі та прикладні науки                            |                                                          | 10%                                                      | 10%                                                      |
| Охорона здоров'я                                         | Охорона здоров'я                                         |                                                          | 6,7%                                                     | 6,7%                                                     |
| Освіта, правозахист, муніципальні та урядові служби      | Освіта, правозахист, муніципальні та урядові служби      |                                                          | 10%                                                      | 10%                                                      |
| Роздрібна торгівля та послуги                            | Роздрібна торгівля та послуги                            |                                                          | 25%                                                      | 25%                                                      |
| Гуртова торгівля, транспорт та обладнання                | Гуртова торгівля, транспорт та обладнання                |                                                          | 23,3%                                                    | 23,3%                                                    |
| Виробництво                                              | Виробництво                                              |                                                          | 10%                                                      | 10%                                                      |

## Клімат
Середня річна температура становить 5,1°C, середня максимальна – 18,4°C, а середня мінімальна – -9°C. Середня річна кількість опадів – 1 347 мм.
| Клімат поселення                              | Клімат поселення | Клімат поселення | Клімат поселення | Клімат поселення | Клімат поселення | Клімат поселення | Клімат поселення | Клімат поселення | Клімат поселення | Клімат поселення | Клімат поселення | Клімат поселення | Клімат поселення |
| Показник                                      | Січ.             | Лют.             | Бер.             | Квіт.            | Трав.            | Черв.            | Лип.             | Серп.            | Вер.             | Жовт.            | Лист.            | Груд.            |                  |
| Середній максимум, °C                         | 0,99             | 0,37             | 2,82             | 6,78             | 10,69            | 14,70            | 17,92            | 18,44            | 15,55            | 11,00            | 6,76             | 2,45             |                  |
| Середня температура, °C                       | −3,69            | −4,33            | −1,86            | 2,09             | 5,99             | 10,01            | 14,75            | 15,26            | 12,35            | 7,83             | 3,57             | −0,73            |                  |
| Середній мінімум, °C                          | −8,4             | −9,01            | −6,55            | −2,6             | 1,31             | 5,32             | 11,56            | 12,06            | 9,17             | 4,67             | 0,39             | −3,92            |                  |
| Норма опадів, мм                              | 127              | 112              | 111              | 105              | 91               | 101              | 96               | 90               | 129              | 136              | 121              | 128              |                  |
| Середньомісячна швидкість вітру, м/с          | 8.04             | 7.42             | 7.01             | 6.41             | 5.70             | 5.37             | 5.20             | 5.21             | 5.80             | 6.60             | 7.20             | 7.88             |                  |
| Середньомісячна сонячна радіація, кДж/м²·день | 3993             | 6826             | 10636            | 14062            | 17071            | 19019            | 19190            | 16088            | 12066            | 7210             | 4151             | 3103             |                  |
| --------------------------------------------- | ---------------- | ---------------- | ---------------- | ---------------- | ---------------- | ---------------- | ---------------- | ---------------- | ---------------- | ---------------- | ---------------- | ---------------- | ---------------- |
| Джерело:                                      |                  |                  |                  |                  |                  |                  |                  |                  |                  |                  |                  |                  |                  |